# Јелачићи (Шековићи)
Јелачићи су насељено мјесто у општини Шековићи, Република Српска, БиХ. Према попису становништва из 2013. у насељу је живјело 5 становника.

## Историја
Прије рата, насеље се у потпуности налазило у саставу предратне општине Кладањ. Послије потписивања Дејтонског споразума, дио његове територије улази у састав Републике Српске.

## Становништво
Према званичним пописима, Јелачићи су имали сљедећи етнички састав становништва:
| Националност | 2013.      | 1991.        | 1981.        | 1971.        | 1961.        |
| Срби         | 5 (100,0%) | 311 (99,36%) | 378 (98,95%) | 342 (100,0%) | 272 (100,0%) |
| Југословени  | 0          | 2 (0,639%)   | 4 (1,047%)   | 0            | 0            |
| Укупно       | 5          | 313          | 382          | 342          | 272          |

| Демографија | Демографија | Демографија |
| Година      | Становника  | Становника  |
| ----------- | ----------- | ----------- |
| 1961.       | 272         |             |
| 1971.       | 342         |             |
| 1981.       | 382         |             |
| 1991.       | 313         |             |